# Кермовий

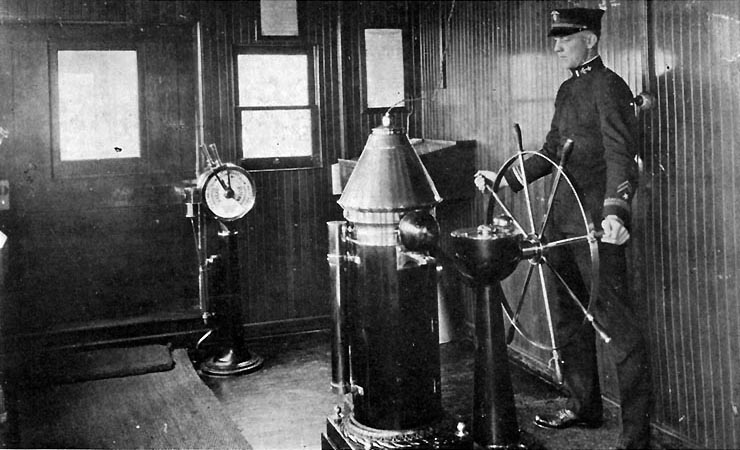
Кермовий торгового судна (1919 р.)

Кермови́й, стернови́й, рідше стерни́чий або рульовий, керма́нич — посада на судні, яку займає спеціаліст, що виконує безпосереднє управління судном, здійснюючи його за допомогою штурвала.
Кермовий підпорядкований штурману, а його завдання полягає в утриманні заданого курсу і (на підводному човні) глибини занурення судна, управлінні кермувальними механізмами судна та частково машинним відділенням, інформуючи мотористів за допомогою машинного телеграфа про задану роботу двигунів.
Залежно від типу і конструкції корабля, обов'язки кермового можуть варіюватися. Кермовий шлюпки є одночасно її командиром, якщо командира не призначено додатково. Як правило, але не завжди, кермовий спортивної яхти одночасно є капітаном команди. Кермовий підводного човна поєднує кілька обов'язків і входить в команду кермових-сигнальників.

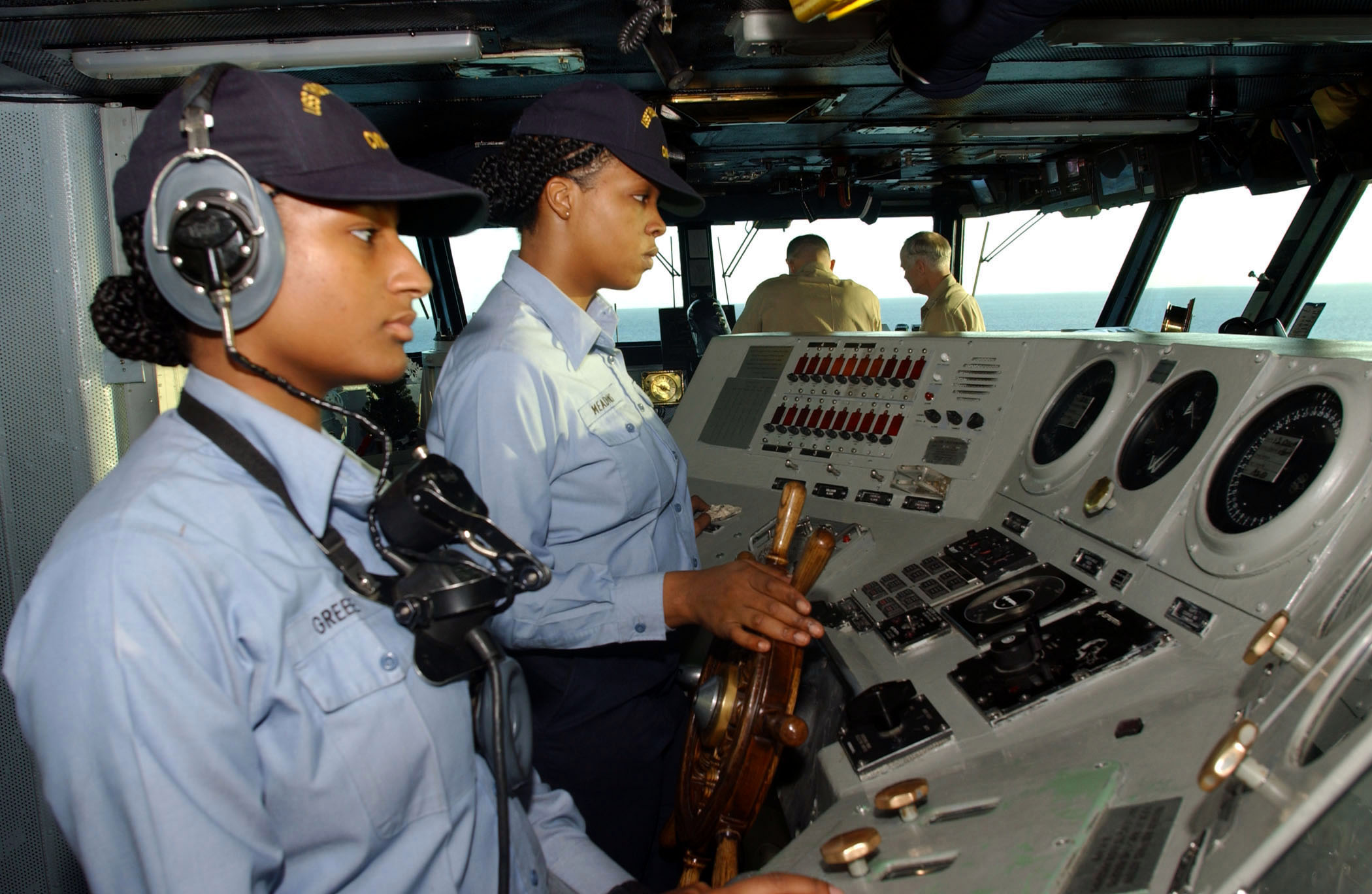
Кермовий за роботою на сучасному авіаносці

Старшина кермових (англ. quartermaster) у ВМС США одночасно виконує обов'язки штурмана, навіть за його наявності з числа офіцерів.